# Suikoden IV
Suikoden IV (幻想水滸伝IV?, Gensō Suikoden Fō, ) è un gioco di ruolo alla giapponese sviluppato e pubblicato da Konami esclusivamente per la PlayStation 2 ed è il quarto capitolo della saga di Suikoden. è stato rilasciato in agosto 2004 in Giappone e all'inizio del 2005 in Nord America e in Europa.
Suikoden IV si svolge circa 150 anni prima degli eventi del primo gioco di Suikoden e racconta la storia di un giovane ragazzo che vive sull'isola di Razril e che si imbatte nella runa della punizione, una delle 27 vere rune. La Runa della punizione governa sia l'espiazione che il perdono, ed è insolita in quanto consuma la vita del portatore con l'uso; una volta che il precedente portatore muore, salta immediatamente a qualcuno nelle vicinanze. Durante le vicende del gioco, ci si trova a fronteggiare anche l'Impero Kooluk che cerca di espandersi nelle vicine Nazioni insulari.
Konami in seguito ha prodotto Suikoden Tactics, uno spinoff che funge da prequel diretto, storia secondaria e sequel di Suikoden IV .

## Gioco
Suikoden IV mantiene molti dei concetti di gioco sperimentati dai suoi predecessori insieme a delle modifiche. È il primo gioco della serie Suikoden a presentare la recitazione vocale per la maggior parte dei personaggi, tranne che per l'eroe. Suikoden IV è il primo gioco della serie ambientato in mare; il viaggio sulla mappa del mondo è compiuto in nave. A differenza di Suikoden III, dove il gruppo di sei persone era diviso in tre gruppi controllabili, il gruppo di Suikoden IV è composto da quattro personaggi controllabili individualmente. Durante il combattimento, i personaggi possono combinare gli sforzi sotto forma di "attacchi di gruppo" fisici o combinazioni di magia runica. Come per i giochi precedenti della serie, ci sono battaglie individuali (duelli) e battaglie tra forze navali. Le forze navali possono essere personalizzate per utilizzare particolari elementi runici attraverso la scelta di capitani e ufficiali in comando; ogni elemento ha una debolezza e una forza su un altro elemento. Ci sono diversi minigiochi contenuti all'interno del gioco, estranei alla trama principale. Durante la prima parte del gioco, è visibile solo una parte della mappa del mondo, una caratteristica mai vista prima in un gioco di Suikoden .

## Storia
Suikoden IV inizia la sua storia con una sessione di addestramento in cui l'Eroe e il suo migliore amico, Snowe Vingerhut, affrontano il loro Comandante e Vice Comandante, Glen e Katarina rispettivamente, in mare aperto. Al termine dell'addestramento, l'Eroe e i suoi compagni apprendisti cavalieri tornano a casa a Razril, dove devono essere proclamati cavalieri di Gaien a tutti gli effetti.
Dopo il cerimoniale Rituale dell'accensione e una notte di banchetti, l'Eroe si sveglia la mattina successiva per i suoi primi doveri di nuovo cavaliere, incluso il compito di scortare un uomo di nome Ramada nella vicina isola di Iluya. Durante il viaggio vengono attaccati da Brandeau e dai suoi pirati. Snowe abbandona la nave dopo essere stato colpito da "cannoni runici", mentre l'Eroe decide di sfidare gli attacchi e rimanere, ispirando così gelosia nel suo codardo compagno. Brandeau quindi sale a bordo della nave dell'Eroe e lo sfida a duello, che il giovane cavaliere vince inaspettatamente. Come ultimo sforzo, Brandeau scatena il potere della Runa della Punizione e tenta di distruggere tutti, ma una forza misteriosa protegge l'Eroe dalla sua potenza. Glen arriva per salvare i suoi uomini e, in quel breve momento, la Runa della Punizione viene passata da Brandeau a Glen, dopodiché Brandeau evapora dissolvendosi in una nuvola di polvere.
Subito dopo, i cavalieri si ritirano a Razril. Diverse flotte di pirati nemiche attaccano in successione, costringendo infine Glen a respingerle con il potere della letale Rune. In seguito, l'Eroe trova il Comandante morente e diventa inconsapevolmente il prossimo portatore della Runa della Punizione. Snowe arriva giusto in tempo per assistere all'evaporazione di Glen e incolpa l'Eroe per averlo ucciso. Katarina, che assume il comando al posto di Glen, crede alla storia di Snowe e condanna l'Eroe all'esilio dall'isola. Alla deriva senza meta su una piccola barca, l'Eroe scopre che due dei suoi compagni cavalieri, oltre a un mercante errante, si sono nascosti per unirsi a lui.
Mentre l'Eroe e i suoi compagni vanno alla deriva in mare aperto, si imbattono in una delle navi mercantili della nazione di Kooluk, che li porta a bordo. Tuttavia, l'Eroe scopre che la nave è in realtà una nave militare, capitanata dall'eroe di Kooluk Troy, e che Ramada, l'uomo che era stato scortato dall'Eroe in precedenza, era una spia Kooluk. Troy sorprende l'Eroe a origliare, estrae la spada e lo sconfigge facilmente in un combattimento, ma poi permette al cavaliere bandito e ai suoi amici di fuggire. Di nuovo alla deriva, i compagni naufragano su un'isola deserta, dove cercano materiali e alla fine costruiscono una zattera per ripartire. Questa volta incontrano una nave dell'amichevole regno di Obel e vengono accolti come ospiti.
L'equipaggio della nave ispeziona l'Eroe, riconosce la Runa sulla sua mano e lo manda a incontrare Lino En Kuldes, il giovane e capace re di Obel. Lino En Kuldes assume l'Eroe, incaricandolo di reclutare nuovi talenti per aiutare a rafforzare le difese di Obel in caso di invasione di Kooluk. Il primo incarico dell'Eroe è incontrare e reclutare l'inventore Oleg. Durante il loro incontro, un'invenzione di Oleg (la prima cinepresa al mondo) cattura un filmato del colpo del cannone runico di Kooluk su Illuya. Ciò spinge il re di Obel a intraprendere un'azione seria, ma ètroppo tardi; Obel è il prossimo obiettivo nella lista di Kooluk e l'Eroe, i suoi amici e lo stesso Lino En Kuldes sono tutti costretti a fuggire nell'ammiraglia segreta di Obel (che diventa il quartier generale dell'eroe per il resto del gioco). Le forze di Kooluk, con l'appoggio del mercante d'armi Graham Cray, conquistano Obel con facilità, stabilendo un punto d'appoggio per la loro prevista espansione a sud.
Avendo bisogno di aiuto, l'Eroe e la compagnia uniscono le forze con la regina dei pirati Kika, che suggerisce il reclutamento della strategista Lady Elenor Silverberg. Elenor è riluttante ad aiutare, ma si unisce una volta che sente che Graham Cray è coinvolto. Forma rapidamente un piano per liberare ciascuna delle Nazioni insulari, e quindi riunirle per affrontare i Kooluk come un fronte unito.
L'Eroe guida le sue forze da un'isola all'altra, reclutando nuovi compagni lungo la strada. Alla fine, la sua campagna lo riporta a Razril, dove Snowe e suo padre hanno svenduto tutti nella speranza di una pacifica acquisizione. La liberazione di Razril riesce e Snowe se ne va in ulteriore disgrazia. (Più tardi, a seconda delle azioni del giocatore, l'Eroe rintraccia Snowe e stringe amicizia di nuovo con lui, lo rintraccia e lo giustizia, o semplicemente lo dimentica completamente.)
Mentre le forze della flotta continuano a crescere, Lino En Kuldes guida con successo la lotta per riconquistare Obel. Rimane solo la base operativa regionale di Kooluk, El Eal, dove rimane la minaccia del gigantesco cannone runico che ha distrutto la città di Iluya. Elenor escogita un duplice attacco e la notte prima della battaglia, Lino En Kuldes racconta all'Eroe la storia di come sua moglie morì usando la Runa della punizione contro i pirati per salvare i suoi due figli, Flare e il suo fratellino, che è stato perso in mare dopo quell'evento.
La realizzazione del piano di Elenor di attaccare El Eal alla fine porta sia lei che l'Eroe faccia a faccia con Graham Cray. Cray evoca un'enorme creatura simile a un albero, sia per sbarazzarsi dell'Eroe che per rivendicare per sé la Runa della punizione. L'Eroe sconfigge l'albero, lasciando un ferito Cray nella fortezza che ora sta crollando. Mentre la compagnia fugge, Elenor rimane indietro per affrontare Cray - il suo ex studente - e apparentemente muore insieme a lui nel crollo di El Eal.
Proprio mentre l'Eroe fugge dalla fortezza, appare Troy e lo sfida a un duello finale. Combattono a bordo di una nave che affonda e l'Eroe rivendica la vittoria. Restituendo il favore di prima, l'Eroe offre a Troy un'ancora di salvezza, ma Troy sceglie invece di affondare con la nave. El Eal esplode, costringendo l'Eroe ad attivare la Runa della Punizione un'ultima volta, seguito dall'Eroe che sviene. Durante la sua visione finale dei ricordi della runa, l'Eroe vede un'immagine della moglie defunta di Lino En Kuldes, presumibilmente sua madre, che sembra riconoscerlo.
Lino En Kuldes viene mostrato mentre tiene una riunione di tutti i leader delle Nazioni insulari a Obel, dove propone la creazione di una nuova Federazione delle Nazioni insulari. I leader acconsentono all'unanimità alla sua creazione e Lino ne diventa il primo presidente. L'Eroe è assente da questo incontro.
Non è del tutto chiaro cosa sia successo dopo che l'Eroe ha salvato la flotta; tuttavia, la scena finale dopo i titoli di coda mostra l'Eroe che galleggia immobile su una scialuppa di salvataggio, presumibilmente mandato via dalle Nazioni insulari per rimuovere la Runa della Punizione che aveva causato così tanta distruzione dalla regione. Se il giocatore ha reclutato tutte le 108 Stelle del Destino, l'Eroe si risveglia e tenta di salutare la nave-quartier generale.

## Audio
Masahiko Kimura ha composto la musica di Suikoden IV . La canzone di apertura, "La Mer" (in inglese: The Sea), e il remix finale di "Into a World of Illusions" sono stati composti ed eseguiti da coba.
La colonna sonora è stata pubblicata su 2 CD come Genso Suikoden IV - Original Soundtrack il 1 giugno 2005. Genso Suikoden IV Music Collection ~Another World~, una versione arrangiata con 11 tracce arrangiate da Yuji Yoshino, è stata successivamente pubblicata il 23 febbraio 2006.

## Ricezione
Suikoden IV ha venduto abbastanza bene in Giappone, vendendo 303.069 copie entro la fine del 2004. Tuttavia, questo dato era in calo rispetto alle 377.729 vendite giapponesi di Suikoden III ; Famitsu gli ha dato anche un punteggio totale di 30 su 40.  Il gioco non ha venduto come Suikoden III in Nord America e ha ricevuto recensioni "ondivaghe" secondo il sito Web di aggregazione di recensioni Metacritic.
Sebbene alcune nuove funzionalità siano state elogiate, molti sono rimasti delusi dal quarto capitolo, al punto che è ampiamente considerato il più insoddisfacente dei cinque giochi. Tuttavia, il doppiaggio nella versione nordamericana era generalmente riconosciuto come una buona aggiunta e come ben fatto.  Anche la trama era considerata un punto di forza, anche se forse un po' lenta all'inizio, e forse una ragione sufficiente per giocare.  Snowe Vingerhut è stato anche ampiamente elogiato come un personaggio eccellente; IGN ha detto che "... la sua evoluzione come personaggio è stata sicuramente una delle migliori in qualsiasi gioco di recente memoria... Non credo che ci sia un altro personaggio come lui in un gioco di ruolo fino ad oggi - e guardare i suoi alti, bassi e movimenti intermedi sarà probabilmente la forza trainante della maggior parte delle persone per finire la trama di Suikoden IV."
Tuttavia, la trama non è stata unanimemente apprezzata. Molti hanno ritenuto che il ritmo fosse irregolare e che il gioco fosse del tutto troppo breve. Una recensione di RPGFan diceva: "Se uno giocasse direttamente al gioco, ottenendo solo i personaggi guadagnati attraverso gli eventi della storia, Suikoden IV potrebbe probabilmente essere battuto in 15 ore - e ci vorrebbe solo così tanto tempo a causa della navigazione e delle frequenti battaglie casuali." A causa della brevità del gioco, la caratterizzazione era scarsa, specialmente tra i personaggi secondari. Anche le motivazioni e il passato del cattivo principale non sembrano essere completamente esplorati. Inoltre, il ritorno a un protagonista silenzioso dopo che Suikoden III ha eliminato la tradizione è stato considerato poco saggio da molti, con l'eroe che rimane muto e non risponde anche quando viene falsamente accusato di omicidio. Christian Nutt di GameSpy ha scritto: "Questo era molto più plausibile nell'era dei piccoli personaggi 2D. In questa occasione, non funziona molto bene."
Le modalità di viaggio tra le Nazioni insulari erano considerate eccessivamente fastidiose da alcuni; GameSpot ha scritto che "un orribile sistema di viaggio marittimo e un tasso di incontro con i nemici spesso oltraggioso sminuiscono molto l'esperienza". Il lungo intervallo di tempo significava anche che Suikoden IV era piuttosto estraneo alle prime tre puntate, con solo pochissimi personaggi che tornavano.  Il nuovo sistema di combattimento a quattro persone non è stato ben accolto dai fan di lunga data della serie, poiché con l'enorme numero di personaggi giocabili, c'era meno capacità di sperimentare diverse combinazioni di personaggi. Anche il sistema di abilità di Suikoden III è stato rimosso, rendendo i personaggi meno distinti e il numero di rune equipaggiabili è stato ridotto rispetto alle puntate precedenti. Questo sistema di battaglia semplificato, inoltre, è stato criticato in quanto troppo facile.
Konami apparentemente ha riconosciuto alcune delle critiche a Suikoden IV, poiché la maggior parte delle modifiche al sistema di battaglia sono state annullate in Suikoden V.  Per quanto riguarda le lamentele sulla trama, è stato rilasciato lo spinoff Suikoden Tactics, che è ambientato nello stesso periodo e nello stesso luogo difficili di IV. Occorrono misure per arricchire l'ambientazione e colmare le lacune percepite nella trama e nella caratterizzazione di IV.